# Нытик (трансформер)
Ха́ффер (англ. Huffer, от «huffy» — «обидчивый, раздражительный», в русской телевизионной версии 6-го канала — Ны́тик) — персонаж вымышленной «Вселенной трансформеров», действующее лицо нескольких мультсериалов о трансформерах. Принадлежность — автобот. Специализация — инженер-строитель.

## Описание
Бамблби не без основания утверждает, что Хаффер смотрит на весь мир сквозь грязное стекло своего рабочего шлема. Он — самый хмурый и нудный из трансформеров (хотя и не такой сварливый, как Гирс). Его ужасный пессимизм накладывает свой отпечаток даже на работу: он постоянно ворчит и упрекает всех вокруг, пока начатое дело не будет доведено до конца.
Автоботы очень ценят его знания и труд; многие из них искренне верят, что Хаффер может построить подвесной мост из заколки и простого клея. На самом деле так оно и есть: вначале он будет долго бурчать, что подобное просто невозможно, но через некоторое время создаёт боевую механизированную крепость невероятной сложности.
При всей своей немногословности и закрытости, которая вызвана огромной тоской по Кибертрону, Хаффер — из тех, на кого вполне можно положиться в трудную минуту.

## Биография и характер
Хаффер — типичный пессимист. Жалуется и ворчит целыми днями. Одна из его любимых фраз: «Ну, что у нас ещё плохого?». Подобное поведение началось с момента кораблекрушения автоботов на Земле, и к этому уже все привыкли. Несмотря на невообразимое занудство, является незаменимым специалистом в своём деле для всей команды автоботов.
Несмотря на нелепую внешность и унылый характер, Хаффер сумел завоевать искреннее уважение своих товарищей по команде. Об этом свидетельствует хотя бы тот факт, что его останки были помещены в усыпальницу самых выдающихся героев-автоботов, рядом с Айронхайдом, Рэтчетом, Проулом и самим Оптимусом Праймом.

## Биография в книгах

### «Transformers: Sun Raid»
В этой аудиокниге Оптимус Прайм приказал Бамблби и Хафферу распространить ложную информацию об обнаруженном автоботами новом источнике энергии, чтобы обмануть десептиконов. Увы, проблема была в том, что автоботам действительно необходимо было найти такой источник.

## Технические возможности
Способен определить практически любой материал, используемый им в строительстве, на разнообразные свойства (к примеру, теплостойкость или прочность), благодаря встроенной в руки системе датчиков.
В альт-форме робота не имеет практически никакого оружия, однако этот недостаток компенсируется чудовищной силой — Хаффер способен без особых проблем поднять груз до 18,1 тонн. Обладает хорошими способностями к изучению геометрии и некоторых других математических наук. На поле боя от него мало толку, зато при возведении новых конструкций, в том числе оборонительных постов и механизированных баз, он оказывается, что называется, на высоте.
Официальный рейтинг боевых качеств Хаффера: выносливость — 6, чувство юмора — 7, ранг — 6, ценность — 7.

## Слабые стороны
Хаффер склонен к частым тяжелым приступам депрессии в результате тоски по родному Кибертрону. От этого он становится абсолютно безутешен и представляет низкую ценность и эффективность для других автоботов, а иной раз становится и обузой.

## Интересные факты
- Журнал «Wired» назвал Хаффера одним из 12-ти самых смешных трансформеров с момента их создания.[4]
- В мультсериале «Animated» внешность Хаффера основана на популярном персонаже компьютерных игр Марио.

## Видеоигры

### «Transformers: Legends»
Бамблби предлагает Хафферу присоединиться к своему отряду, и тот соглашается. После этого автоботы начали вершить правосудие.

## Настольные игры

### «Transformers: Adventure Game — Defeat the Decepticons»
Хаффер вместе с другими автоботами попал в плен к десептиконам, из-за чего Оптимус Прайм отправился выручать их из беды. Лидер автоботов проник в лабиринт десептиконов, после чего, преодолев все преграды, спас автоботов.

## Появление в сериях
Трансформеры G1
- 1-3. Не всё так просто (Часть 1-3) / More Than Meets the Eye (Part 1-3)
- 6. Разделяй и властвуй / Divide and Conquer
- 8. На помощь, Диноботы! / S.O.S. Dinobots
- 10. Война Диноботов / War of the Dinobots
- 11-12. Окончательное уничтожение (Часть 1-2) / The Ultimate Doom (Part 1-2)
- 14. Отсчёт гибели / Countdown to Extinction
- 16. Война тяжёлого металла / Heavy Metal War
- 18. Привода подменили / Changing Gears
- 22. Блокиратор / The Immobilizer
- 23. Гран-при «Автобот» / The Autobot Run
- 26. Появление Голубки / Enter the Nightbird
- 27. Проблемы с Праймом / A Prime Problem
- 28. Ядро / The Core
- 30-31. Остров Диноботов (Часть 1-2) / Dinobot Island (Part 1-2)
- 34. Микроботы / Microbots
- 35-36. Главное злодейство Мегатрона (Часть 1-2) / Megatron’s Master Plan (Part 1-2)
- 39. Блюз Бластера / Blaster Blues
- 43. Настоящая дружба / Make Tracks
- 44. Детские забавы / Child’s Play
- 45. Борьба за выживание / Quest for Survival
- 48. Кримзик! / Kremzeek!
- 51. Цель номер один / Prime Target
- 64. Маскарад / Masquerade

Трансформеры: The Movie
Трансформеры: Animated
- 40. Вот почему я ненавижу машины / That’s why I hate Machines
- 42. Конец игры (Часть 2) / Endgame (Part 2)